# 羅曼什人
羅曼什人（Rumantschia），又译罗马什人，是分佈於瑞士東部格勞賓登州的一個民族，其母語為羅曼什語。由於環境因素，羅曼什人通常能說德語，有時也會說義大利語。

## 歷史
羅曼什人的起源尚不清楚，但考古證據顯示受伊利里亞人，凱爾特人和伊特魯里亞文化影響。普遍上認為羅曼什人為過去羅馬帝國拉埃提亞省的羅馬人的後裔。使用羅曼什語以及瑞士德語。

## 語言

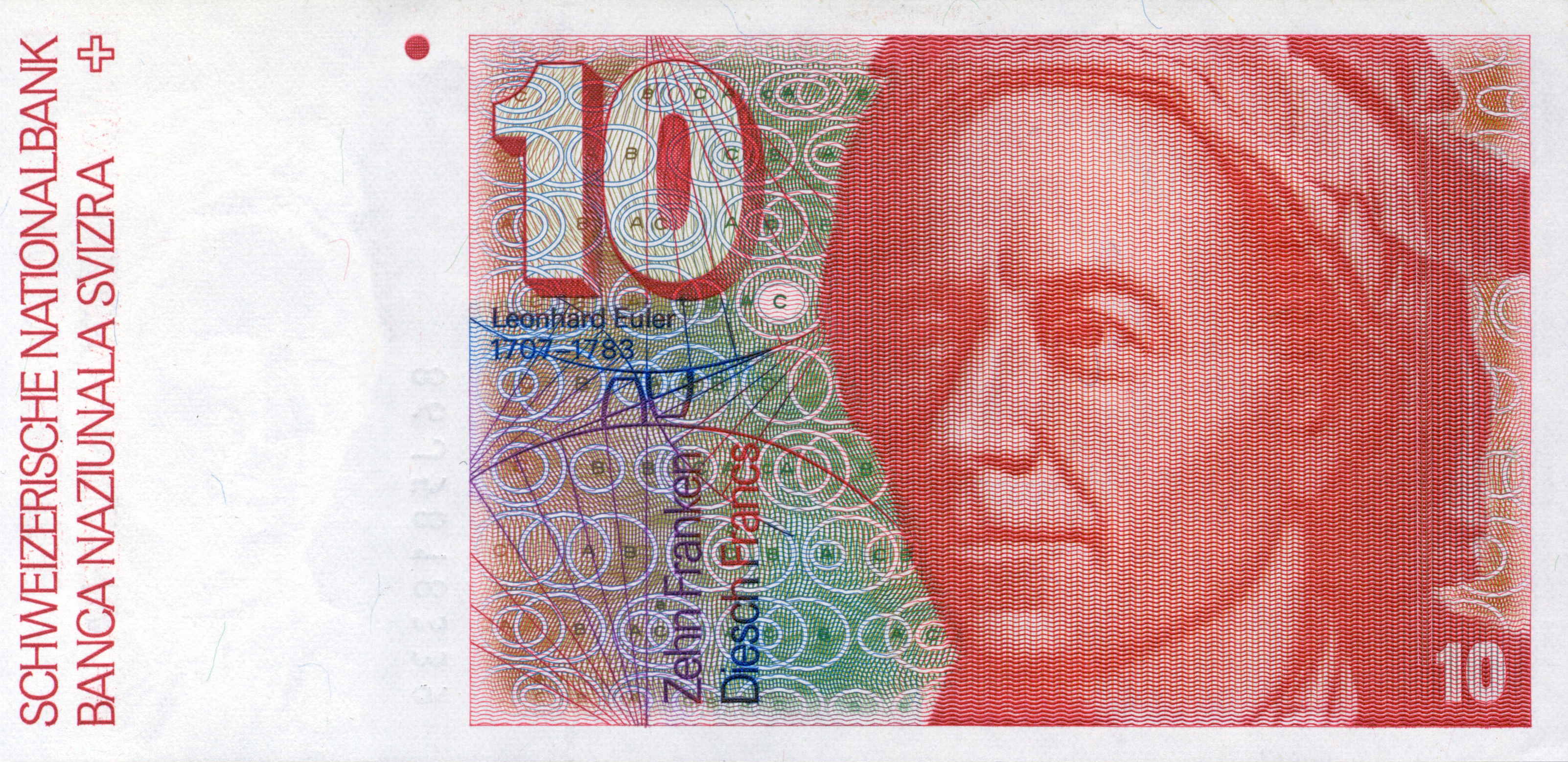
使用羅曼什語的鈔票

在瑞士，官方語言的使用是依照屬地原則，州法律主導著四種官方語言在這個土地上的地位，羅曼什語通行於瑞士的東北部的格勞賓登州。1938年，羅曼什語經過全國公民投票後，同意列為瑞士的第四種官方語言，其目的是強調作為一個多民族國家瑞士的特殊地位，而這也被視為是對於義大利民族主義者將羅曼什語視為義大利語的方言的打擊。然而羅曼什語卻沒有被實際使用於官方文件中，例如在官方登記和產權證必須是以德語，法語或義大利語撰寫，這代表著使用羅曼什語的父母被迫將他們孩子羅曼什語名字登記成德語、義大利語或法語的版本。
1956年，瑞士國家銀行首先計畫將羅曼什語呈現於鈔票上。1996年，才正式確立它的地位，儘管現今政府推廣使用，但它仍與法語、德語、義大利語有一定差距。

## 社會、家庭與婚姻
羅曼什人在1920年代時的家庭中，核心家庭僅占約四分之一，但在1990年代卻到了三分之二。大家庭，都已經逐漸換成了小家庭。雙方父母分擔家庭責任。80年代以來，其他家庭形式已經變得越來越普遍，如單親家庭和重組家庭：夫妻與他們各自的孩子組成一個新的家庭。
羅曼什人現今已不再為子女安排婚姻。離婚和再婚很常見。不再有任何嫁妝的義務。

## 產業與生活

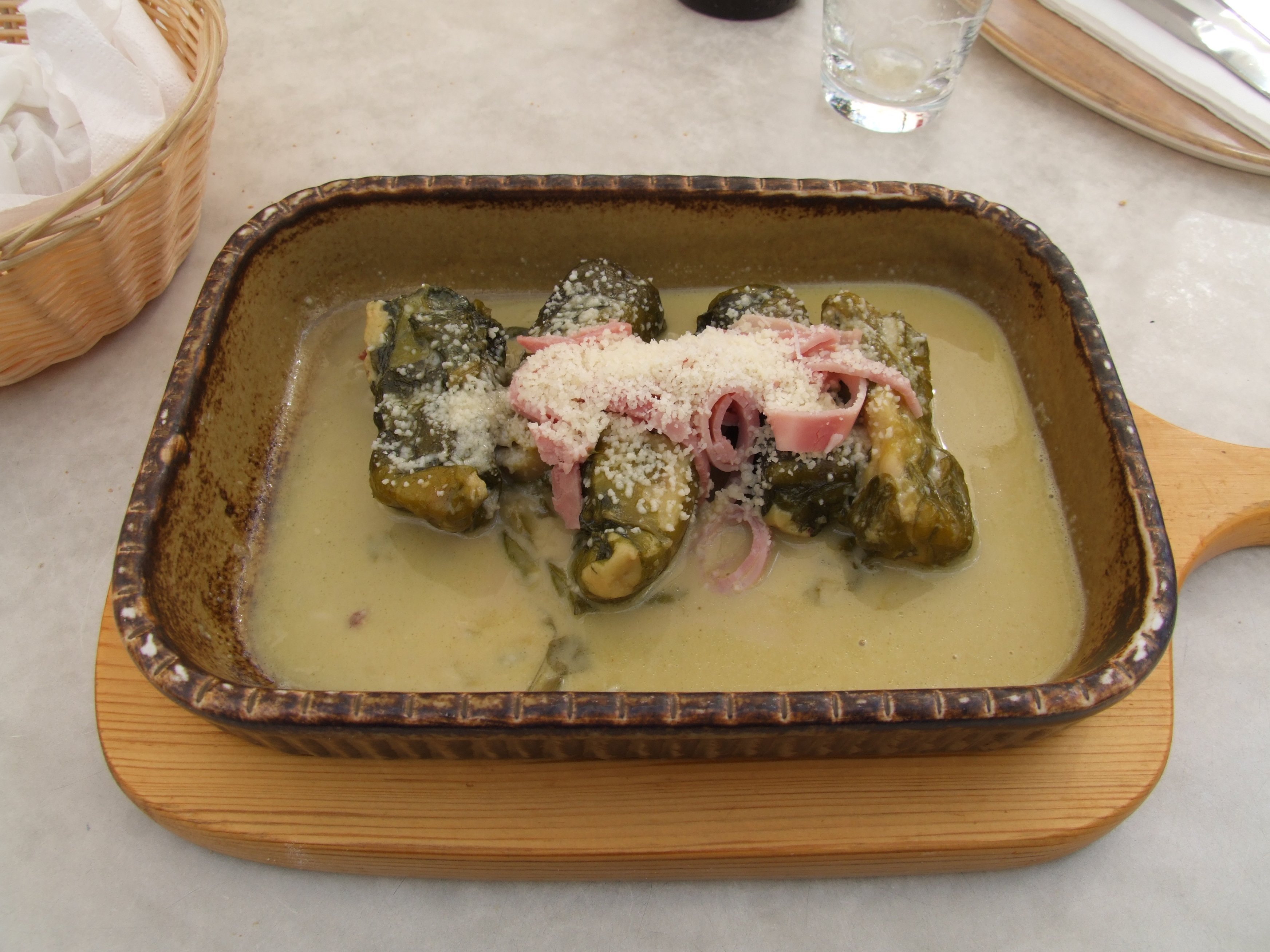
Capuns

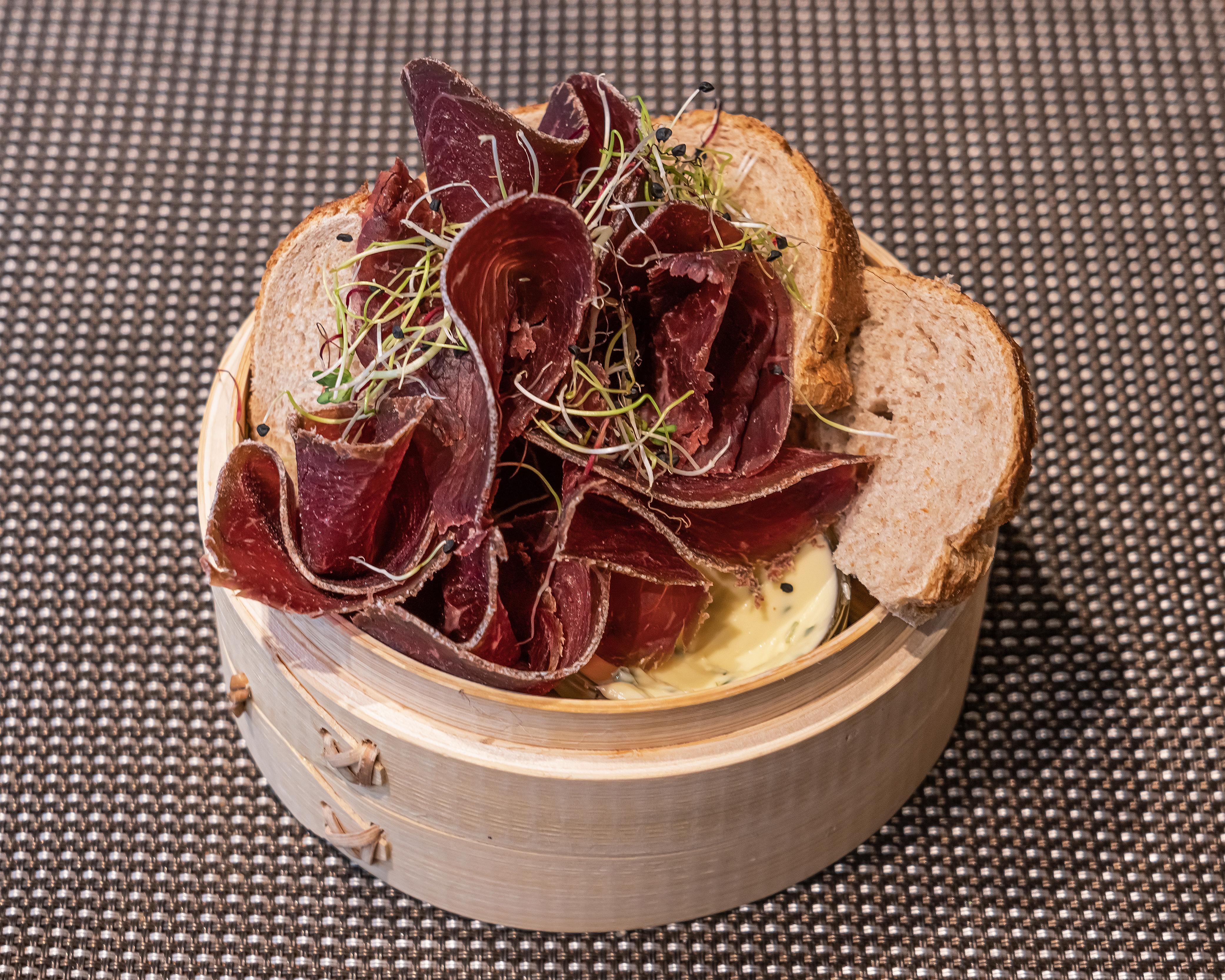
Bündnerfleisch

羅曼什人以畜牧業為主，部分人口從事農業，但因主要分布地與瑞士知名旅遊景點庫爾相近，所以製造為旅遊業服務的民間工藝品也很盛行。
在格勞賓登州，傳統的美食有Capuns，是由麵粉和雞蛋切片後，加入牛肉乾、火腿包裹在葉子裡（或甜菜），與牛奶或肉湯共煮，然後加一點燻肉，起司或洋蔥而成及Bündnerfleisch，直譯為格勞賓登州的肉，主要成分是牛肉。著名的飲料是Röteli，是種甜酒，會混合櫻桃汁。

## 文學與藝術
羅曼什語最早的印刷作品是聖經譯本、讚美詩、宗教小冊子、祈禱書。羅曼什文學在瑞士許多知名大學皆有設立專業系所，例如蘇黎世大學。而他們的版畫藝術也很有名，畫作內容常常是格勞賓登州傳統的徽章。

## 著名人物
- 坎迪絲·阿科拉：美國女演員
- 吉姆·卡維佐：美國男演員
- 約瑟夫·普蘭塔（英语：Joseph Planta）：英國外交官